# FK Kareda
El FK Kareda fue un equipo de fútbol de Lituania que alguna vez jugó en la A Lyga, la liga de fútbol más importante del país.

## Historia
Fue fundado en el año 1954 en la ciudad de Šiauliai y ha tenido varios nombres a lo largo de su historia, como Statybininkas Šiauliai, Spartakas Šiauliai, Sakalas Šiauliai antes de 1995 y Kareda Šiauliai hasta el año 2000. Fue campeón de Liga en 4 ocasiones, 2 de ellas durante la etapa de la Unión Soviética, y ganó 3 títulos de Copa.
A nivel internacional participó en 4 torneos continentales, en los cuales nunca pasó de la Primera Ronda.
El equipo desapareció en el año 2003 tras ser adquirido por el FBK Kaunas, que 2 años antes lo uitilizó como un equipo filial en la 1 Lyga.

## Palmarés
- A Lyga: 5

1969, 1977, 1997, 1998
- Copa lituana de fútbol: 3

1974, 1996, 1999

## Participación en competiciones de la UEFA
| Temporada | Torneo                | Ronda | Club                  | Casa | Visita | Global  |
| --------- | --------------------- | ----- | --------------------- | ---- | ------ | ------- |
| 1996/97   | UEFA Cup Winners' Cup | 1     | FC Sion               | 0-0  | 2-4    | 2-4     |
| 1997/98   | UEFA Champions League | 1     | Anorthosis Famagusta  | 1-1  | 0-3    | 1-4     |
| 1998/99   | UEFA Champions League | 1     | Maribor Branik        | 0-3  | 0-1    | 0-4     |
| 1999/2000 | UEFA Cup              | 1     | NK Olimpija Ljubljana | 2-2  | 1-1    | 3-3 (a) |